# Doggerland
Doggerland va ser una zona de terra, que ara es troba enfonsada a la part sud del mar del Nord, que connectava Gran Bretanya amb l'Europa continental durant i després de l'últim període glacial. Entre els anys 6.500 i 6.200 a.C es va anar inundant gradualment per la pujada del nivell del mar. Les prospeccions geològiques suggereixen que anava des de la costa est britànica fins als Països Baixos i les costes occidentals d'Alemanya i la península de Jutlàndia. Va ser probablement un hàbitat ric, amb presència humana durant el període Mesolític, encara que gradualment es va anar convertint en una sèrie d'illes baixes, fins que va quedar destruïda definitivament, potser a causa d'un tsunami provocat pel lliscament de Storegga.
El potencial arqueològic de la zona s'havia discutit per primera vegada a principis del segle xx, però l'interès es va intensificar l'any 1931 quan un pesquer d'arrossegament que treballava entre els bancs de sorra de la zona va treure'n una punta esmolada feta de banya que datava de l'època quan a la zona hi havia tundra. Altres vaixells han recuperat restes de mamuts, lleons i altres animals terrestres, i petites mostres d'eines i armes prehistòriques.
Doggerland s'anomena així pel banc Dogger, que al seu torn s'anomena així per un tipus de pesquers neerlandesos del segle xvii.

## Formació

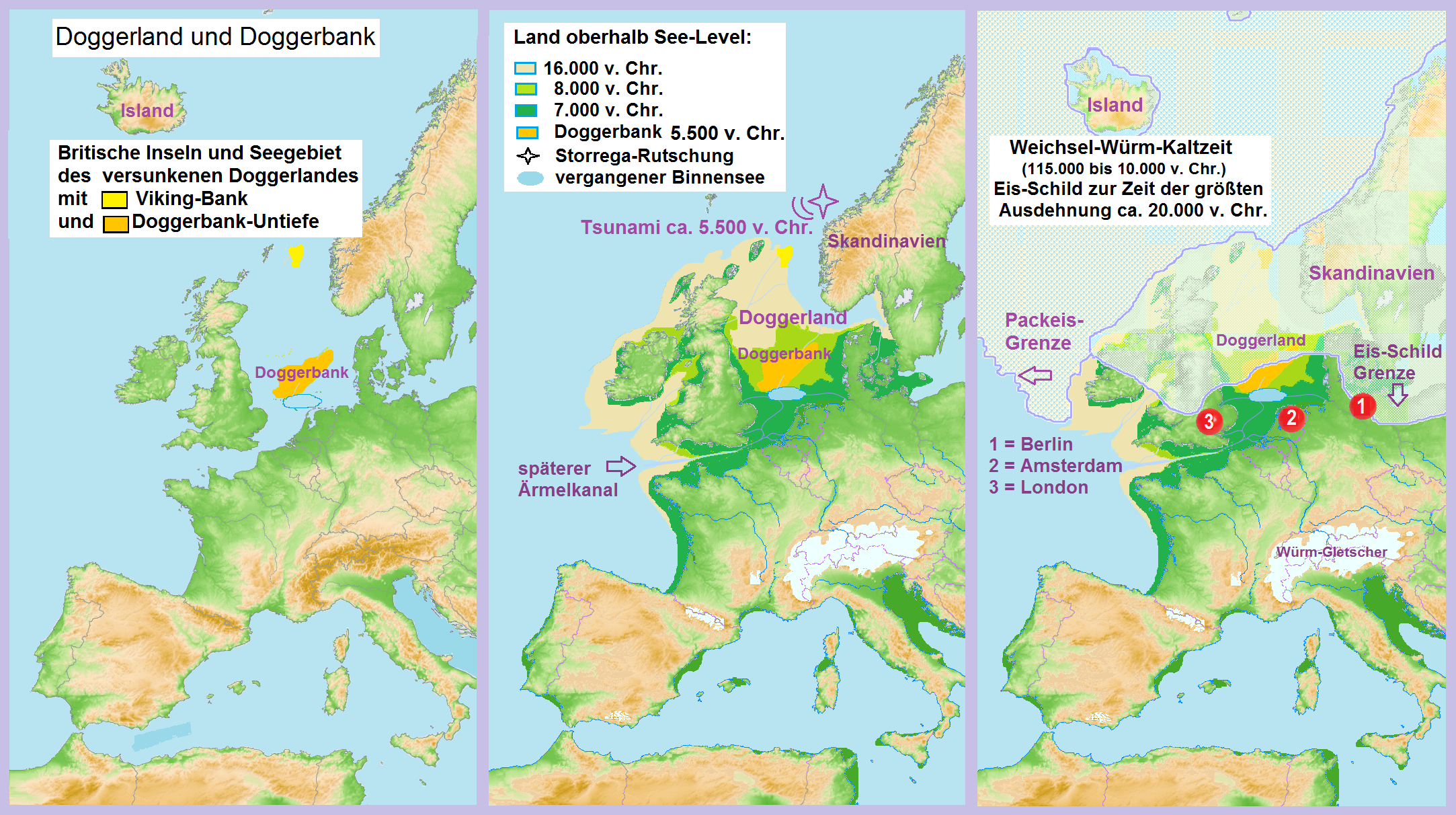
Mapa que mostra l'extensió hipotètica de Doggerland des de la glaciació Weichseliana fins a la situació actual.

Fins a mitjans del Plistocè, Gran Bretanya era una península d'Europa, connectada per un gran anticlinal de creta, l'anticlinal Weald–Artois que travessava l'estret de Calais. Durant la glaciació angliana, fa aproximadament 450.000 anys, la major part del mar del Nord estava congelada, amb un gran llac proglacial a la zona sud que s'alimentava dels sistemes fluvials del Rin, l'Escalda i el Tàmesi. El sobreeiximent catastròfic d'aquest llac va causar l'aparició d'un canal que travessava l'anticlinal, provocant la formació del "riu del Canal", que portava els rius Tàmesi i Escalda combinats cap a l'Atlàntic. Probablement va crear el potencial perquè Gran Bretanya quedés isolada del continent en èpoques de nivell alt del mar, encara que alguns científics creuen que el trencament final no va ocórrer fins que un segon llac bloquejat pel gel va sobreeixir durant les glaciacions MIS8 o MIS6, fa uns 340.000 o 240.000 anys.
Durant la glaciació més recent, l'últim màxim glacial, que va acabar en aquesta zona fa uns 18.000 anys, el mar del Nord i gairebé totes les Illes Britàniques estaven cobertes amb gel glacial i el nivell del mar era aproximadament 120 m més baix del que és avui. Després d'això, el clima es va suavitzar i durant el màxim tardiglacial, bona part del mar del Nord i el canal de la Mànega era una extensió de tundra baixa, que al voltant de l'any 12.000 a.C. arribava fins a l'actual extrem nord d'Escòcia.
Tenint en compte el contorn actual del fons marí i altres evidències, es veu que després de la primera Edat de Gel principal, la divisòria d'aigües entre el mar del Nord i el canal de la Mànega s'estenia cap a l'est des d'East Anglia i després cap al sud-est cap a Hoek van Holland en comptes de travessar l'estret de Calais, i que el Sena, el Tàmesi, el Mosa, l'Escalda i el Rin s'ajuntaven i fluïen per canal sec de la Mànega en forma de riu molt ample i lent que encara trigava a desguassar a l'oceà Atlàntic, que començava a l'actual Bretanya. Cap al 8000 aC, la zona costanera de Doggerland encarada cap al nord comprenia llacunes, saladars, planes de marea i platges així com rieres internes, rius, aiguamolls i de vegades llacs. Es creu que podria haver estat la zona de caça, aviram i pesca més rica d'Europa del període Mesolític.
Un gran sistema fluvial que s'ha localitzat amb prospeccions sísmiques en 3D és el 'riu Shotton' que tenia com a conca la zona sud-est dels pujols del banc Dogger i desguassava cap la part est del llac de l'actual fossa Outer Silver, al mar del Nord.

## Desaparició

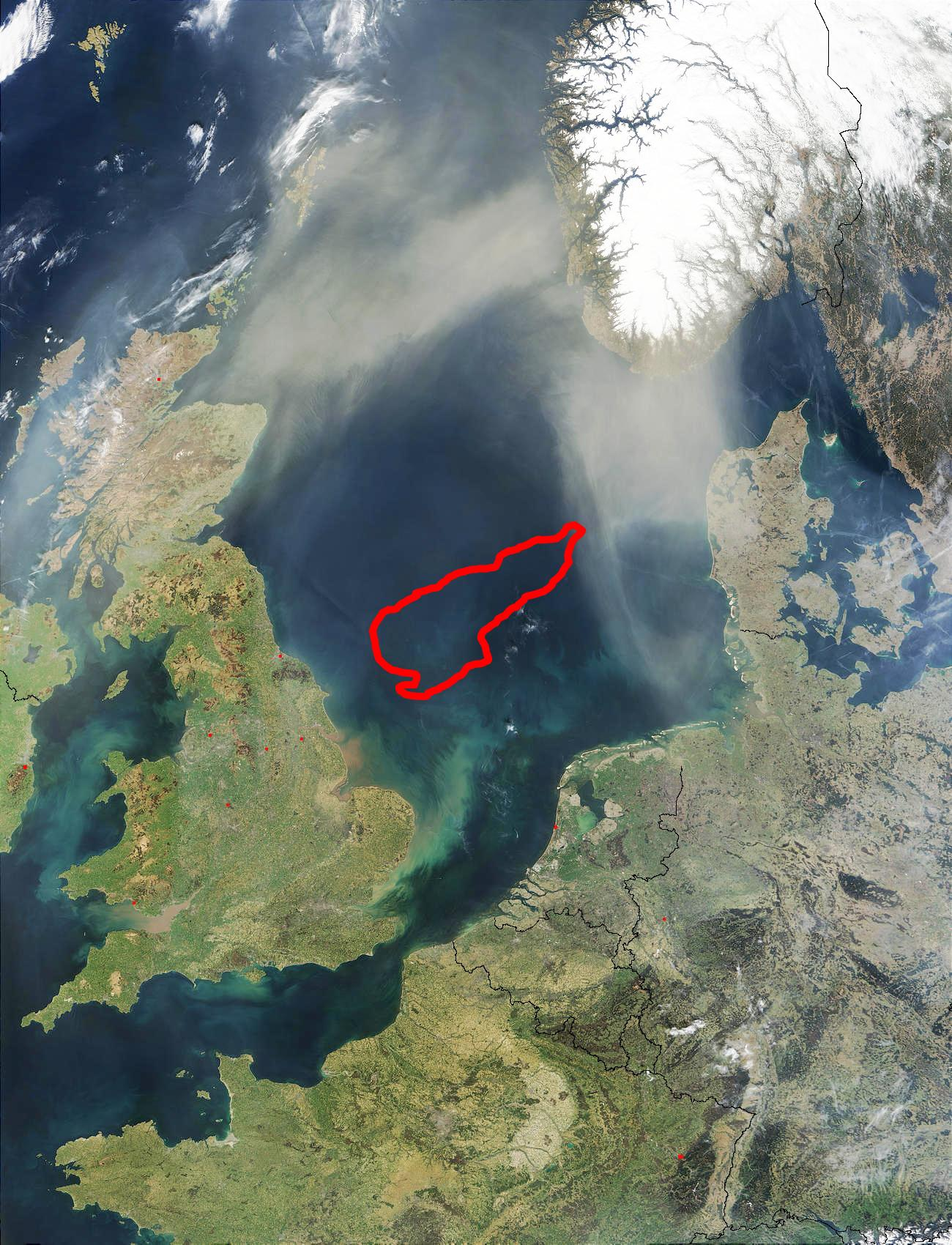
La línia vermella marca el banc Dogger, que probablement és una morrena formada durant el Plistocè

A mesura que la capa gruixuda de gel s'anava fonent, al final de l'últim període glacial de l'edat de gel actual, els nivells del mar van pujar i la terra va començar a pujar i enfonsar-se en un ajustament postglacial a la retirada gradual de l'enorme pes del gel. Doggerland va acabar submergit sota el mar del Nord, separant el que fins llavors era la península britànica del continent europeu cap a l'any 6500 aC. Es creu que el banc Dogger, una zona elevada de Doggerland, va mantenir-se com a illa fins almenys l'any 5000 aC. Abans que s'inundés completament, Doggerland era una plana ampla i ondulada que contenia complexos sistemes fluvials que feien meandres, amb canals i llacs associats. Les etapes clau es creu que van incloure l'evolució gradual d'una gran badia de marea entre l'est d'Anglaterra i el banc Dogger cap al 7000 a.C., i la pujada ràpida posterior del nivell del mar, fent que el banc Dogger es convertís en una illa i Gran Bretanya quedés desconnectada físicament del continent.
Una hipòtesi recent és que bona part de l'àrea costanera que quedava, que ja s'havia reduït molt a partir de la terra original, va ser inundada per un megatsunami cap al 6200 a.C. provocat per una esllavissada submarina a la costa de Noruega coneguda com el lliscament de Storegga. Aquesta teoria suggereix que "el tsunami del lliscament de Storegga hauria tingut un impacte catastròfic en la població mesolítica costanera de l'època. […] Després del tsunami del lliscament de Storegga, sembla, Gran Bretanya va quedar finalment separada del continent i, en termes culturals, el Mesolític d'allà segueix el seu propi camí". Un estudi publicat el 2014 va suggerir que les úniques parts que quedaven de Doggerland en el moment del tsunami eren illes baixes, però donava suport a l'opinió que la zona fou abandonada aproximadament en la mateixa època que hi van haver els tsunamis.
Una altra versió és que el tsunami del lliscament de Storegga va devastar Doggerland però es va retirar un altre cop cap al mar, i que més endavant el desbordament del llac Agassiz va deixar anar tanta aigua dolça cap a l'oceà que el nivell de l'aigua va pujar prou en dos anys com per inundar bona part de Doggerland i convertir Gran Bretanya en una illa.

## Descobriment i investigació per arqueòlegs
Cap a finals del segle xix es va descobrir que Doggerland havia existit. Per exemple, el conte A Story of the Stone Age (1897) d'H. G. Wells està ambientat en "un temps quan hom podria haver caminat amb els peus secs des de França (com l'anomenem ara) cap a Anglaterra, i quan un ample i lent Tàmesi travessava els aiguamolls per trobar-se amb el seu pare Rin, passant per un país ample i pla que en els nostres dies està sota l'aigua, i que ara coneixem amb el nom de mar del Nord... Fou fa cinquanta mil anys, cinquanta mil anys si els càlculs dels geòlegs són correctes", encara que la major part de l'acció sembla que passa als moderns Surrey i Kent, però arriba fins a Doggerland.
Les restes de plantes recuperades del banc Dogger ja es van estudiar el 1913 per part del paleobiòleg Clement Reid i les restes d'animals i peces de sílex treballades del Neolític s'havien trobat al voltant de les vores d'aquella zona. En el seu llibre The Antiquity of Man, publicat el 1915, l'anatomista Sir Arthur Keith havia parlat del potencial arqueològic de la zona. El 1931, el pesquer Colinda va agafar un tros de torba mentre pescava a prop del banc Ower, a 40 km de Norfolk. A la torba s'hi va trobar una punta esmolada de banya de cérvol, que possiblement s'havia utilitzat com a arpó o llança per pescar, de 22 cm de llargada, que es va datar entre els anys 4000 i 10.000 a.C., quan la zona era tundra. L'eina es va exposar al museu del Castell a Norwich.
L'interès en la zona va revifar durant la dècada de 1990 per la feina de la professora Bryony Coles, que va anomenar la zona "Doggerland" ("pels grans bancs del sud del mar del Nord") i va crear una sèrie de mapes especulatius de la zona. Encara que va reconèixer que el relleu actual del fons marí del mar del Nord no és una guia fiable de la topografia de Doggerland, recentment s'ha pogut començar a reconstruir amb més autoritat gràcies a dades sísmiques que s'han obtingut de les prospeccions petrolieres.
Es va recuperar un fragment de crani de Neanderthal, de més de 40.000 anys, en material dragat del Middeldiep, una regió del mar del Nord que es troba a uns 16 quilòmetres de la costa de Zelanda, i es va exposar a Leiden el 2009. El març de 2010 es va anunciar que el reconeixement de la importància arqueològica potencial de la zona podria afectar el desenvolupament futur de parcs eòlics al mar del Nord.

El juliol de 2012, es van exposar a la Royal Society de Londres els resultats d'un estudi de Doggerland que havia durat quinze anys, fet per les universitats de Universitat de St Andrews, Dundee, i Aberdeen, que incloïa artefactes trobats i una anàlisi dels resultats de les prospeccions. Richard Bates, de St. Andrews, digué:
| « | "Hem especulat durant anys sobre l'existència de la terra perduda a partir d'ossos recuperats per pescadors per tot el mar del Nord, però fins que no hem treballat amb les petrolieres durant els últims anys, no hem pogut recrear com era aquesta terra perduda ... Ara hem pogut modelar les seves flora i fauna, construir una imatge de l'antic poble que hi vivia i començar a entendre alguns dels esdeveniments dramàtics que van modificar la terra, com la pujada del nivell del mar i un tsunami devastador." | » |

El setembre de 2015, arqueòlegs de la Universitat de Bradford van anunciar un projecte important per fer un mapa en 3D de Doggerland, i per fer estudis extensos de l'ADN obtingut de mostres recollides en la zona marítima.